# پایگاه هوایی لئونیدوو
پایگاه هوایی لئونیدوو (به انگلیسی: Leonidovo (air base)) یک فرودگاه Prob. متروک است که یک باند فرود بتن دارد و طول باند آن ۲۵۸۵ متر است. این فرودگاه در کشور روسیه قرار دارد و در ارتفاع ۱۸ متری از سطح دریا واقع شده است.